# Gael Hamke Bugt
Het Gael Hamke Bugt is een baai in Nationaal park Noordoost-Groenland in het oosten van Groenland.

## Geografie
De baai komt in het oosten uit op de Groenlandzee. In het noorden van de baai komt de Young Sund eropuit en in het westen de Godthåbgolf.
Ten noorden van de baai ligt het Wollaston Forland, ten noordwesten Clavering Ø en ten zuidwesten Home Forland van Hold with Hope.
De eerstvolgende inham ligt op ongeveer 75 kilometer naar het noordoosten met de Hochstetterbaai en op ongeveer 60 kilometer naar het zuidwesten met de Foster Bugt (Keizer Frans Jozeffjord).